# Seijin no hi
Il seijin no hi (成人の日?, seijin no hi) è una giornata festiva giapponese che celebra il raggiungimento della maggiore età. Il festeggiamento avviene il secondo lunedì del mese di gennaio ed è dedicato a chi ha raggiunto i  (十八歳?, jūhachisai) nell'anno trascorso a partire dal 2 aprile, o li festeggerà entro il 1º aprile dell'anno in corso.

## Storia
La cerimonia risale almeno al 714 d.C., quando un giovane principe indossò degli abiti nuovi e tagliò i capelli in occasione del suo passaggio all'età adulta. La festività fu ufficialmente istituita nel 1948, destinata a tenersi ogni 15 gennaio. Nel 2000, come risultato del sistema Happy Monday, il festeggiamento del seijin no hi fu spostato al secondo lunedì dell'anno.
A partire dal 1º aprile 2022 con l’entrata in vigore della maggiore età a 18 anni in Giappone. Dal 2023, per la prima volta, sarà celebrato dai diciottenni, mentre prima la maggiore età veniva raggiunta a 20 anni.